# Molgolaimus allgeni
Molgolaimus allgeni är en rundmaskart. Molgolaimus allgeni ingår i släktet Molgolaimus, och familjen Desmodoridae. Arten är reproducerande i Sverige.